# Keller József (pedagógus)
Keller József (Orosháza, 1926. október 30. – 2010. szeptember 10.) magyar földrajz–történelem szakos tanár, az Orosházi Táncsics Mihály Gimnázium leghosszabb ideig hivatalban lévő igazgatója volt 1957-től egészen 1986. augusztus 1-ig.

## Életútja
Édesapja tanító volt egy Orosháza mellett található tanyasi iskolában. Általános iskoláit Orosházán, majd gimnáziumi tanulmányait Budapesten, a Fáy András Gimnáziumban végezte. Egyetemi tanulmányait Budapesten kezdte el, majd Szegeden fejezte be földrajz–történelem szakon.
1950-ben friss pályakezdőként került az Orosházi Táncsics Mihály Általános Gimnáziumba. Eleinte kollégiumi nevelőtanár volt, egy évre rá óraadóként dolgozott, végül 1954-ben kapott katedrát. Az 1956-os forradalom következményeként a gimnázium akkori igazgatóját, Juhász Antalt felmentették. Ezt követően került az igazgatói székbe, amelyet 1986-os nyugdíjazásáig foglalt el. Nyugdíjba vonulását követően még 1994-ig óraadóként tanított földrajz és történelem tantárgyakat.
Igazgatósága alatt a gimnázium országos hírű középiskolává nőtte ki magát. A tanári karból többen is magasabb szintű oktatási intézményekbe mentek tanítani. Sokat tett annak érdekében, hogy a fakultációs tárgyak tanítását bevezessék a tehetség-gondozási oktatásforma érdekében. Emiatt vezették be a gimnáziumban a többkönyvű oktatás módszerét és a Táncsics szemináriumokat, ahol a diákokkal a tanár egyetemi szinten foglalkozhatott. 1969-ben megszervezte a Táncsics Biennálét, amely egy kétévente megrendezésre kerülő tantárgyi és sportvetélkedő volt a Táncsics nevét viselő középiskolák között. Az utolsó ilyen jellegű találkozót 1994-ben szervezték, ahol már díszvendégként a „Táncsics Biennálé Aranygyűrű” elismerésben részesült. Ezenkívül szorgalmazója volt a Táncsics Diákok Öregbaráti Körének és a Táncsics Klubnak. Legfontosabb érdeme az volt, amikor bázisiskolai megállapodást kötött a szegedi József Attila Tudományegyetemmel.
A közoktatás mellett aktív közéleti tevékenységet is folytatott. Tagja volt a város vezető testületeinek, vezető szerepet vállalt a Hazafias Népfrontban. Az 1970-es években a békés megyei igazgatók szakmai kollégiumának tagja, vezetője lett, de az Oktatási Hivatal is felkérte országos feladatok elvégzésére. Az 1980-as évek közepén ő kezdeményezte a Darvas Társaság létrehozását, amelyet kezdetben ő irányított. Darvas József temetésén a Fiumei úti sírkertben ő mondott búcsúbeszédet Orosháza város nevében.
2010. szeptember 10-én, hosszan tartó betegséget követően halt meg 83 évesen. Végakaratának megfelelően elhamvasztották, sírhelye nincsen.

## Díjak
- Apáczai Csere János-díj (1972)
- Táncsics Biennálé Aranygyűrű (1994)

## Művei
Orosháza története és néprajza I-II. Szerk. Nagy Gyula. Orosháza: Város Tanács Végrehajtó Bizottsága, 1965. (tanulmány)
A szocializmus útján. Orosháza 1944-1974. Orosháza: Város Tanács Végrehajtó Bizottsága, 1974. (tanulmány)
Az orosházi gimnázium története 1933-1998. (Társszerző Fülöp Béla és Blahó János) Orosháza: Táncsics Mihály Gimnázium és Szakközépiskola, 1999.